# Linus Ullmark
Linus Ullmark (Lugnvik, 31 luglio 1993) è un hockeista su ghiaccio svedese.

## Palmarès

### Mondiali
- 1 medaglia:
  - 1 bronzo (Bielorussia 2014)